# Sandrine Le Berre
Pour les articles homonymes, voir Le Berre.
Sandrine Le Berre, née le 25 novembre 1974, est une actrice et scénariste française.
Cette actrice, qui fit ses débuts dès l'âge de 18 ans, a interprété quelques petits rôles secondaires dans de nombreux films français dont certains ont été tournés par des réalisateurs notables dont Édouard Molinaro, Étienne Chatiliez, Alexandre Arcady et Jean Marbœuf.
Son premier rôle crédité dans un grand film fut dans une réalisation d'Alain Robbe-Grillet dénommée un bruit qui rend fou et où elle interprète le rôle de Santa, la jeune fille morte mystérieusement et dont la disparition constitue la trame même du film.
Sandrine Le Berre a également participé à de nombreux téléfilms, son rôle le plus important ayant été effectué dans la série policière Rose et Val où elle incarne Sabine, collègue « à tout faire » des deux principaux enquêteurs dans l'intégralité des cinq épisodes de cette série française.
Pour les enfants, elle est surtout la voix de Pétunia, un des personnages principaux de la série télévisée d'animation 3D française de plus de 150 épisodes et qui narre les aventures du chien Grabouillon diffusée sur France 5.

## Biographie
En 1994, elle est titulaire d'une licence « Études Cinématographiques et Audiovisuelles » à la Sorbonne.
Entre 1995 et 2000, elle suit une formation d'acteur dans l'atelier de  Jacques Waltzer. En 2001, elle bénéficie de stages avec Pico Berkovitch, cinéaste, formateur et coach d'acteurs

## Filmographie

### Cinéma

#### Longs métrages

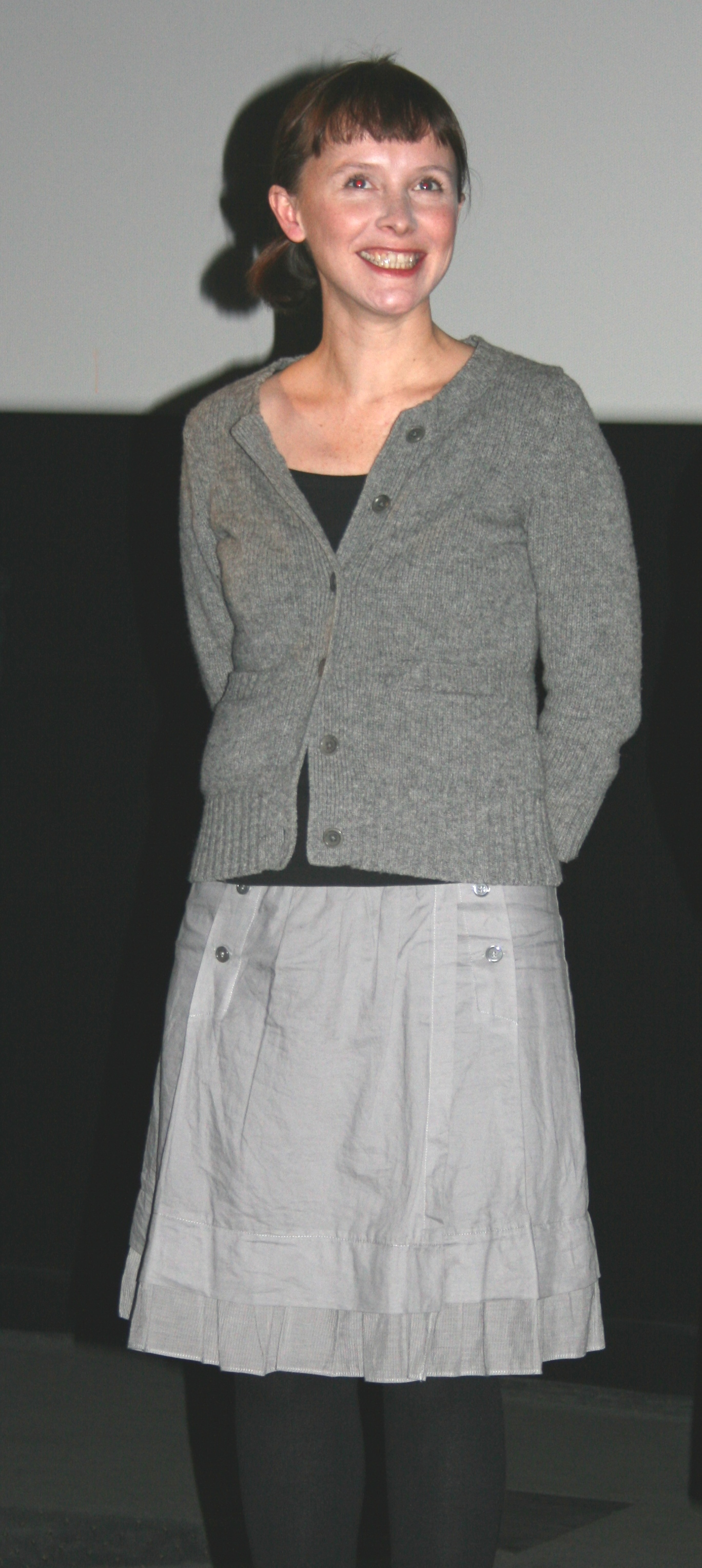
Sandrine Le Berre à la première de Passe-passe

- 1995 : Un bruit qui rend fou d'Alain Robbe-Grillet – Santa
- 1995 : Raï de Thomas Gilou
- 1996 : L'Élève d'Olivier Schatzky – Paula
- 1996 : Beaumarchais, l'insolent d'Édouard Molinaro – jeune fille Conti
- 1998 : La Vie est dure, nous aussi de Charles Castella – Sandrine
- 2000 : Virilité et autres sentiments modernes de Ronan Girre – Lili
- 2001 : South, court-métrage de Jean-Claude Thibaut
- 2001 : Les gens en maillot de bain ne sont pas (forcément) superficiels d'Éric Assous
- 2001 : Tanguy d'Étienne Chatiliez – Edith jeune
- 2002 : Sexes très opposés d'Éric Assous - La femme enfant
- 2003 : Toutes les filles sont folles de Pascale Pouzadoux
- 2003 : Tristan de Philippe Harel – Christine
- 2004 : Le P'tit curieux de Jean Marbœuf
- 2006 : L'Équilibre de la terreur de Jean-Martial Lefranc – la journaliste
- 2006 : Coup de sang de Jean Marbœuf – Margaux
- 2008 : Passe-passe, de Tonie Marshall - Carine
- 2008 : Tu peux garder un secret ?, d'Alexandre Arcady - La secrétaire du patron
- 2008 : Cliente, de Josiane Balasko - Bérénice, la présentatrice du télé achat
- 2008 : De l'autre côté du lit de Pascale Pouzadoux - la fliquette
- 2010 : Opération 118 318, sévices clients de Julien Baillargeon - Marie-Myriam
- 2012 : Les Hommes à lunettes d'Éric Le Roch
- 2012 : La Cerise sur le gâteau de Laura Morante - Anne-Lise
- 2013 : Demi-sœur de Josiane Balasko - La fille du résident
- 2017 : Vive la crise de Jean-François Davy - Prune

#### Courts métrages
- 1995 : Petite météorologie ou Sept histoires de temps de Charles Castella
- 2006 : Mon Cher Voisin de Julien Eger
- 2016 : Black Day de Pascal Lastrajoli - Elise

### Télévision
- 2002 : Madame le Proviseur
- 2004 : Famille d'accueil – Lulu
- 2004 : Joséphine, ange gardien – Marie
- 2004 : Julie Lescaut – Estelle Voizot
- 2005 : SOS 18 – Linda
- 2005 : Le Triporteur de Belleville de Sréphane Kurc – Ninette
- 2005 : Vénus et Apollon de Tonie Marshall
- 2005 : Les Cordier, juge et flic
- 2005 - 2007 : Rose et Val – Sabine dans 5 épisodes sur 5
- 2009 : Claude Gueux – Louise
- 2011 : Famille d'accueil - Mère de Vanessa
- 2014 : Ainsi soient-ils - Saison 2 - Sœur Agnès
- 2014 : Candice Renoir - Saison 2, épisode 7 - Julia Delsolles
- 2015 : Les Heures souterraines de Philippe Harel : Laetitia
- 2019 : Profilage (saison 10, épisode 3) : Michelle
- 2019 : Candice Renoir (saison 7, épisode 4) : Julia

### Clips
- 1992 : Mylène Farmer - Que mon cœur lâche de Luc Besson
- 1992 : Florent Pagny - Tue moi de Didier Le Pêcheur

### Publicités
- 2002 : Cuisines Schmidt - La visite d'appartement

## Doublage

### Télévision

#### Séries télévisées
- 2020 : Le Show de Big Show : J.J. Wight (Juliet Donenfeld)
- 2022-2024 : L'Impératrice : la comtesse Charlotte von Stubenberg (Runa Greiner (de))

#### Séries d'animation
- 1999 : Anatole : Georges, Georgette
- 2006 : Grabouillon : Pétunia
- 2007 : Atout 5 : Lucie
- 2010 : Waybuloo : De Li
- 2011 : Les Grandes Vacances de Grabouillon : Pétunia
- 2021 : Presto ! le Manoir Magique : ?

#### Téléfilm d'animation
- 2013 : Le Trésor du Capitaine Nem’os : Pétunia

## Théâtre
- 2017 : Le jardin d'Alphonse de Didier Caron au Théâtre Michel - Magali

Après la disparition du vieil Alphonse, ses amis et sa famille, dont Magali, se rassemblent dans son jardin pour déjeuner
- 2014 : Coiffure et confidence  de Robert Harling au Théâtre Michel - Agnès